# アット・ジ・エッジ・オブ・ライト〜光と闇の深淵にて
『アット・ジ・エッジ・オブ・ライト〜光と闇の深淵にて』（原題：At the Edge of Light）は、イギリスのギタリスト、スティーヴ・ハケットが2019年に発表したスタジオ・アルバム。

## 背景
3曲に参加したスウェーデン人ベーシストのヨナス・レインゴールドは、ザ・フラワー・キングスやカーマカニック等のメンバーとしても知られ、ハケットのバンドには2017年7月に勧誘されて、本作リリース前の2018年のツアーに全面参加した。収録曲「地下鉄道」は、コルソン・ホワイトヘッドの小説『地下鉄道』にインスパイアされた曲で、ゴスペル、ブルース、カントリーといったアメリカ音楽の要素が取り入れられた。

## 反響・評価
母国イギリスでは、2019年2月7日付の全英アルバムチャートで28位となり、自身10作目の全英トップ40アルバムとなるが、翌週にはトップ100圏外に落ちた。ドイツでは2019年2月1日付のアルバム・チャートで初登場13位となり、合計2週トップ100入りした。『CDジャーナル』のミニ・レビューでは「プログレ好きの琴線に触れる荘厳なメロディに重厚なアレンジ(メロトロンの代わりに管弦楽起用)で聴かせる」と評されている。

## 収録曲
特記なき楽曲はスティーヴ・ハケット、ジョー・ハケット、ロジャー・キングの共作。
1. 崩壊の時 "Fallen Walls and Pedestals" (Steve Hackett, Roger King) - 2:17
2. 時間軸の獣 "Beasts in Our Time" - 6:20
3. 陽だまりの下で "Under the Eye of the Sun" (S. Hackett, Jo Hackett) - 7:06
4. 地下鉄道 "Underground Railroad" - 6:22
5. 黄金の翼 "Those Golden Wings" - 11:19
6. 影と炎に包まれて "Shadow and Flame" (S. Hackett, J. Hackett) - 4:24
7. 飢餓の時代 "Hungry Years" (S. Hackett) - 4:34
8. 闇に堕ちる "Descent" (S. Hackett) - 4:20
9. 心の葛藤 "Conflict" (S. Hackett, R. King) - 2:36
10. 平和への讃歌 "Peace" (S. Hackett, J. Hackett) - 5:02

### 日本盤ボーナス・トラック
1. ヴァルカンの教え "Teach Yourself Valcan" (S. Hackett) - 3:26
2. 運命のルーレット "Roulette" (S. Hackett, Benedict Fenner) - 3:15

## 参加ミュージシャン
- スティーヴ・ハケット - ボーカル、ギター、12弦ギター、ドブロ・ギター、ベース、ハーモニカ
- ロジャー・キング - キーボード、プログラミング(on #1, #2, #3, #4, #5, #6, #7, #9, #10)
- ベネディクト・フェナー - キーボード、プログラミング(on #7, #8, #11, #12)
- ジョン・ハケット - フルート(on #2, #3, #5, #9)
- ロブ・タウンゼント - フルート、テナー・サクソフォーン、ドゥドゥク、バスクラリネット(on #2, #3)
- アマンダ・リーマン - ボーカル(on #3, #4, #5, #7, #9)
- ドゥルガ・マクブルーム&ローレライ・マクブルーム - ボーカル(on #4)
- ヨナス・レインゴールド - ベース(on #2, #3, #7)
- ディック・ドライヴァー - ダブル・ベース(on #3, #5)
- ゲイリー・オトゥール - ドラムス(on #1)
- Gulli Briem - ドラムス、パーカッション(on #3)
- ニック・ディヴァージリオ - ドラムス(on #5)
- サイモン・フィリップス - ドラムス(on #7)
- Malik Mansurov - タール(on #1)
- ポール・スティルウェル - ディジュリドゥ(on #3)
- クリスティン・タウンゼント - ヴァイオリン、ヴィオラ(on #5)
- シーマ・ムケルジー - シタール(on #6)